# Kościół Przemienienia Pańskiego w Horbowie
Kościół Przemienienia Pańskiego w Horbowie – rzymskokatolicki kościół parafialny w Horbowie, wzniesiony na początku XX wieku jako cerkiew prawosławna.
W XVI wieku istniała w Horbowie parafia prawosławna, która po 1596, a najpóźniej przed 1687, przeszła do Kościoła unickiego. W 1687 i w 1772 lub w 1854 na miejscu pierwotnej świątyni wznoszone były nowe unickie obiekty sakralne. W 1875, w ramach siłowej likwidacji unickiej diecezji chełmskiej, parafię w Horbowie włączono do eparchii chełmsko-warszawskiej Rosyjskiego Kościoła Prawosławnego, co spotkało się z protestami miejscowej ludności. Na początku XX wieku rozebrano zniszczoną cerkiew, wznosząc na jej miejscu nowy budynek sakralny, który poświęcił w 1908 biskup chełmski Eulogiusz. Pełnił on pierwotne funkcje jedynie przez siedem lat, ponieważ w 1915 miejscowa ludność prawosławna udała się na bieżeństwo. W 1923 świątynię przejął Kościół rzymskokatolicki w ramach akcji rewindykacji cerkwi prawosławnych w II Rzeczypospolitej. Budynek został przebudowany w celu dostosowania do wymogów liturgii łacińskiej; nowy ołtarz główny zbudowano z części ikonostasu. Na wyposażeniu kościoła, oprócz elementów XX-wiecznych, znajdują się zabytkowe utensylia z XVIII i XIX w.

## Historia

### Pierwsze cerkwie w Horbowie
Prawosławna parafia w Horbowie została ufundowana przed 1516, z tego roku pochodzi informacja o wzniesieniu świątyni dla istniejącej już placówki duszpasterskiej. Według Adama Bobryka i Izabeli Kochan parafie prawosławna i katolicka zostały erygowane w Horbowie równocześnie, co oznaczałoby, że prawosławna parafia powstała przed 1446. Placówka duszpasterska przyjęła unię przed 1687, takie wyznanie wskazuje zachowany dokument potwierdzenia funduszy z tego roku, wystawiony przez Tomasza Kazimierza Łuzeckiego, który od trzynastu lat był właścicielem dóbr horbowskich.
Kolejną świątynię unicką wzniesiono w Horbowie w 1687. Trzecia z kolei budowla sakralna tego wyznania powstała we wsi w 1772 lub w 1854, źródła zgodnie podają natomiast, że była to świątynia drewniana. Od 1812 w cerkwi unickiej przechowywany był szczególnie czczony przez miejscową ludność obraz Matki Boskiej Horbowskiej, który dotąd znajdował się w kościele parafialnym świętych Jana Ewangelisty, Mikołaja i Barbary, a do cerkwi został przeniesiony z powodu zdewastowania kościoła przez wojska rosyjskie.
W 1875, po likwidacji unickiej diecezji chełmskiej, horbowska cerkiew przeszła w ręce parafii Rosyjskiego Kościoła Prawosławnego. Obraz maryjny w 1878 został wyniesiony z cerkwi i przeniesiony do kościoła św. Anny w Białej Podlaskiej, gdzie pozostawał do 1924. W Horbowie doszło do oporu miejscowych unitów przeciwko narzuceniu konwersji na prawosławie. Proboszcz miejscowej parafii, ks. Emilian Starkiewicz, był przeciwnikiem zmian obrządkowych poprzedzających likwidację unii i zachęcał wiernych do niepodporządkowywania się nakazom władz rosyjskich. Udzielał także sakramentów unitom z innych parafii. Z powodu swojej postawy duchowny został usunięty z parafii i zastąpiony przez kapłana przybyłego z Galicji, który w pełni akceptował działania rosyjskiej administracji. Wobec oporu parafian do Horbowa zostało skierowane wojsko, a odmawiający konwersji zostali obłożeni kontrybucjami.

### Świątynia z pocz. XX wieku

#### Cerkiew

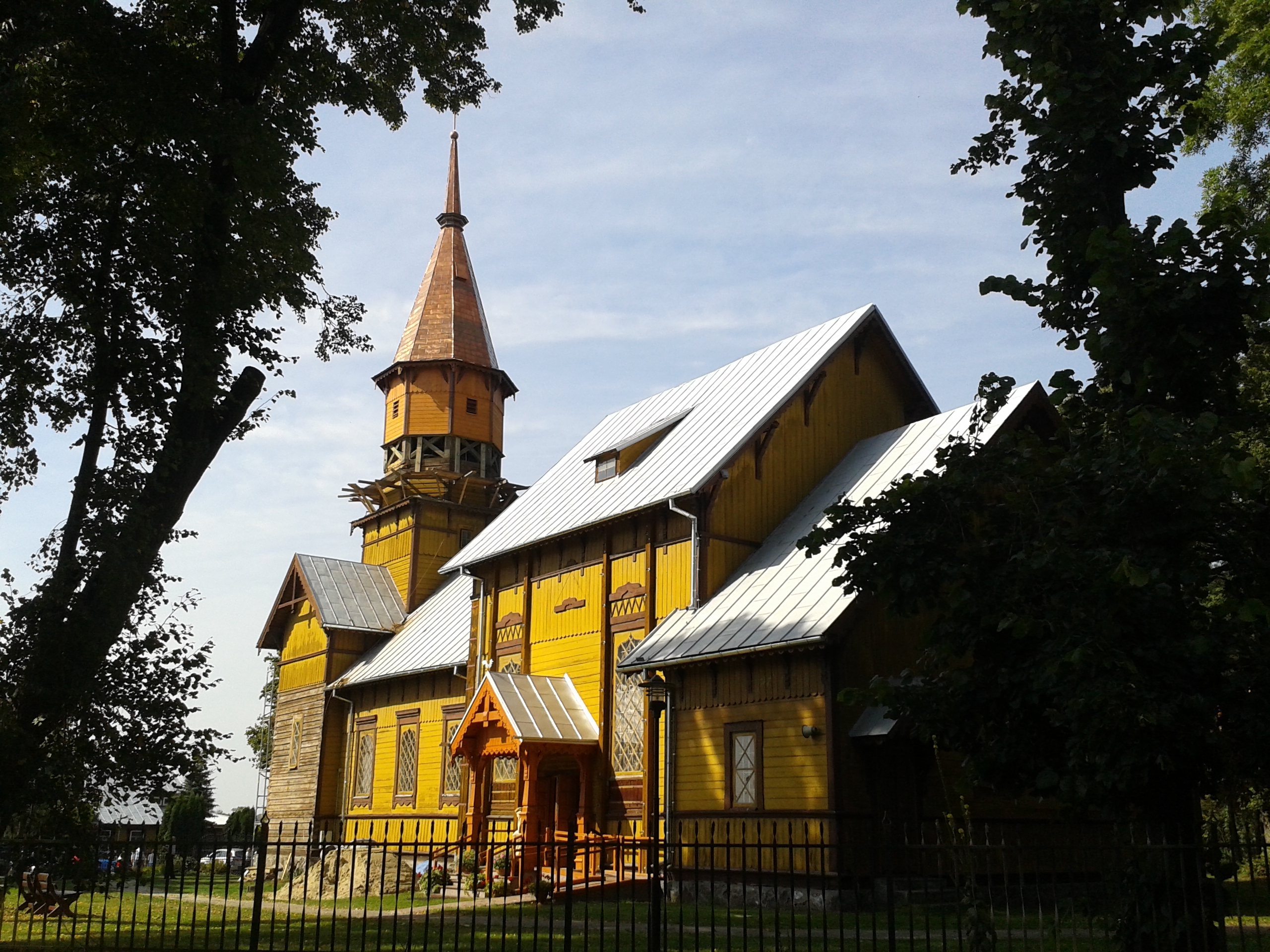
Widok świątyni od strony południowo-wschodniej

Z powodu złego stanu technicznego budynku sakralnego został on w 1904 rozebrany. Na jego miejscu powstała nowa cerkiew, zaprojektowana przez eparchialnego architekta Władimira Pokrowskiego. Gotową świątynię poświęcił 17 sierpnia 1908 biskup chełmski Eulogiusz. Ikonostas i boczne ikony dla cerkwi powstały w Ławrze Peczerskiej.
Cerkiew została opuszczona, gdy prawosławni mieszkańcy Horbowa udali się w 1915 na bieżeństwo. W tym samym roku podczas działań wojennych obiekt został uszkodzony. Po zakończeniu I wojny światowej, w 1923, cerkiew została zrewindykowana na rzecz Kościoła katolickiego, stając się od tej pory kościołem rzymskokatolickim. Prawosławni stanowili wówczas mniejszość (1/3) mieszkańców Horbowa i nie mieli odtąd w miejscowości odrębnej świątyni, chociaż w 1929 metropolita warszawski i całej Polski Dionizy ubiegał się w Ministerstwie Wyznań Religijnych i Oświecenia Publicznego o zgodę na erygowanie placówki filialnej.

#### Kościół
Nowi właściciele natychmiast po rewindykacji przebudowali świątynię, nadając jej nową oprawę architektoniczną. W dwudziestoleciu międzywojennym kościół w Horbowie był odnawiany jeszcze trzykrotnie. W 1927 przekształcono jego wnętrze i dach, w latach 1932–1933 odnowiono fundamenty, zaś w 1938 przebudowano wieżę. Kolejne remonty miały miejsce w latach 1942 i 1945–46 i również polegały na przebudowie dachu. W 1952 usunięto ganki przy bocznych wejściach do obiektu, odnowiono wieżę, powtórnie oszalowano wnętrza, a także wykonano w nich nowe malowidła. Pomniejsze renowacje miały miejsce w latach 1961, 1967, 1975 i 1981, natomiast większy remont od 2003 do 2005, gdy odnowiono ołtarze boczne.
W 1924 uroczyście przeniesiono z powrotem do świątyni obraz Matki Boskiej Horbowskiej.

## Architektura

### Bryła budynku
Kościół wzniesiony jest z drewna na podmurówce kamiennej. Jest to budowla orientowana, o konstrukcji wieńcowej, trójdzielna, z jedną nawą na planie prostokąta, prostokątnym przedsionkiem i również prostokątnym prezbiterium, do którego przylegają dwie zakrystie. Nad przedsionkiem wznosi się dwukondygnacyjna wieża, w dolnej części wtopiona w elewację frontową obiektu, w górnej zaś – ośmioboczna. Wieżę wieńczy dach hełmowy z iglicą. Budynek pokryty jest blaszanymi dachami dwuspadowymi, wspartymi na kroksztynach. Fasada kościoła jest trójosiowa. Wejście do obiektu ma kształt prostokąta, poprzedza je wsparty na dwóch słupach ganek, po obydwu stronach którego umieszczono prostokątne okna. Okna w bocznych ścianach dawnej cerkwi zdobią obramowania z desek.

### Wystrój wnętrza

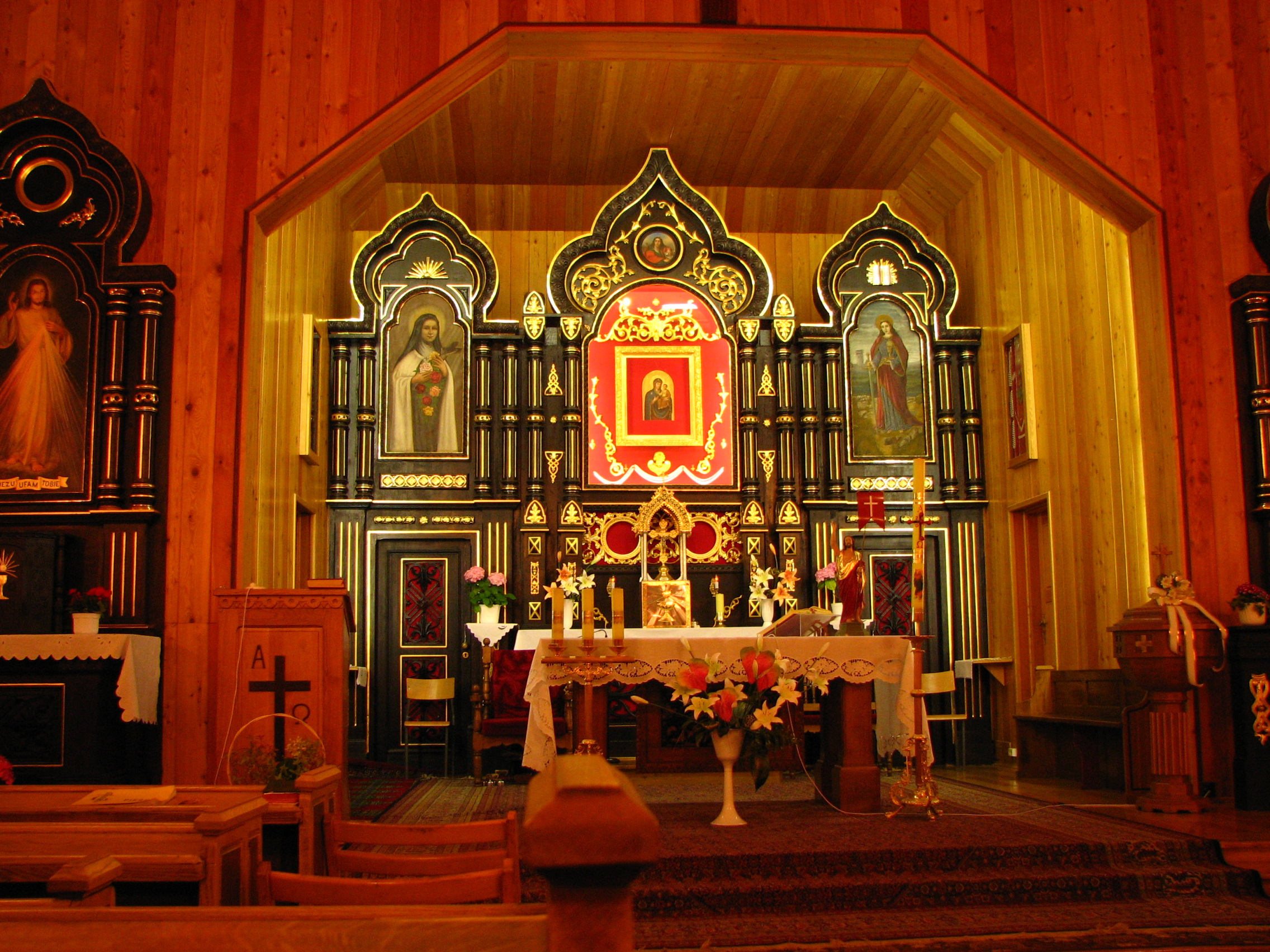
Ołtarz główny

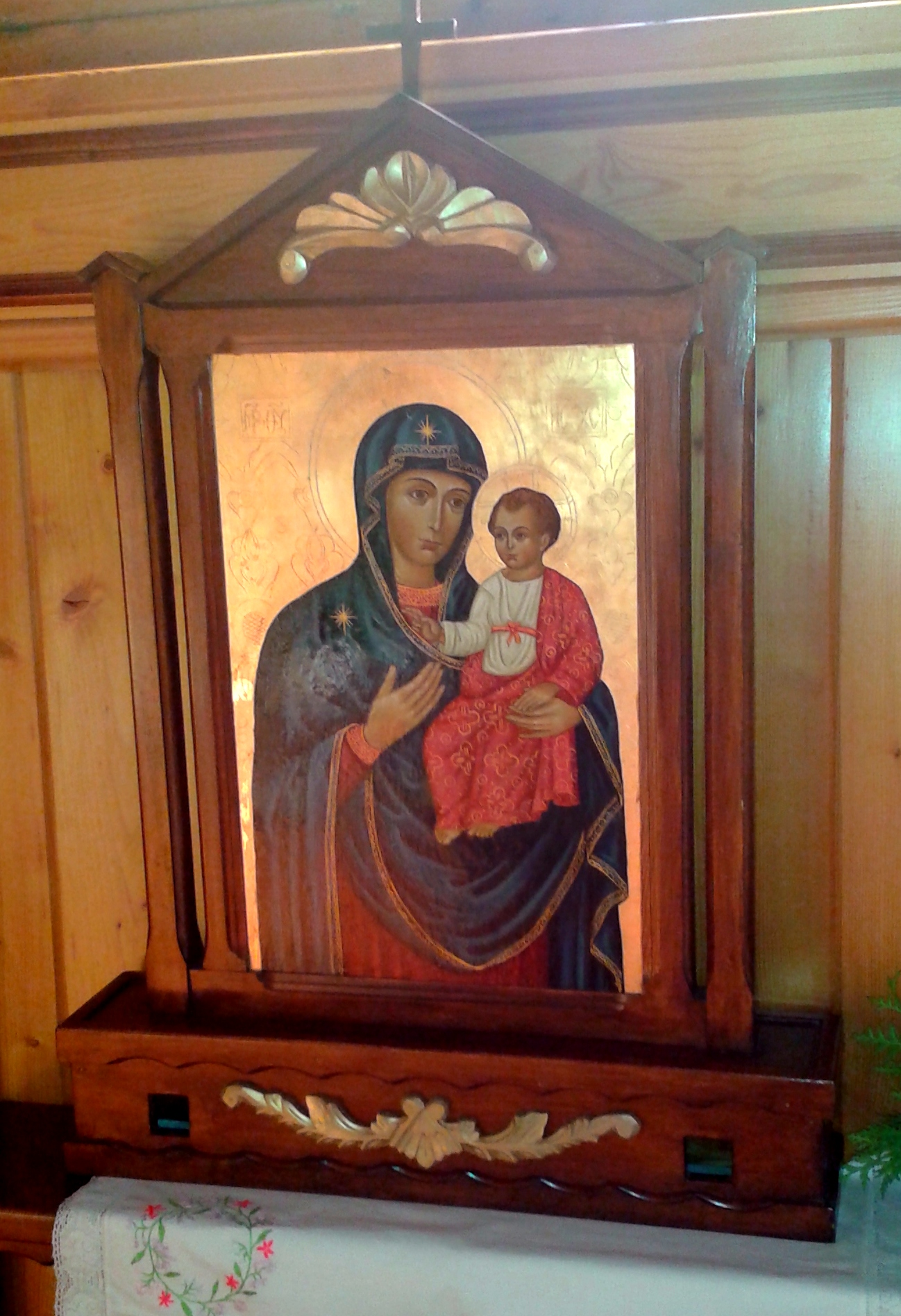
Kopia obrazu Matki Boskiej Horbowskiej na feretronie

Ołtarz główny w kościele skonstruowany jest na wzór dawnego cerkiewnego ikonostasu i z jego elementów; w takiej postaci istnieje od 2004. Pochodzenie prawosławne ma także zachowana w ołtarzu ikona św. Jana Teologa (Ewangelisty) z pocz. XX wieku. Już na potrzeby kościoła powstały natomiast również znajdujące się w ołtarzu obraz Sw.Teresy od Dzieciątka Jezus, namalowany w 1937 przez Józefa Bołtucia, oraz św. Barbary z 1939 autorstwa Jana Popiela). Również w ołtarzu głównym wystawiony dla kultu jest obraz Matki Boskiej Horbowskiej, według tradycji powstał w 1516, konserwowany w 2001. Wizerunek ten posiada wyraźne cechy malarstwa ikonowego, jest bliski typowi Hodigitri. W kościele znajdują się jeszcze dwie ikony pozostałe z wyposażenia cerkiewnego: Chrystus Zmartwychwstały oraz Matka Boża, obydwa powstałe na początku XX wieku. Z I poł. XX wieku pochodzi także obraz przedstawiający Pokłon Pasterzy. Prawdopodobnie starszy jest ludowy krucyfiks, datowany na pierwszą połowę poprzedniego stulecia.
Od strony zachodniej znajduje się chór muzyczny. Strop nawy oraz sufit w prezbiterium zdobią malowidła. Sceny w prezbiterium oraz nad tęczą wykonała Regina Kondracka w 1952, natomiast obrazy na stropie nawy ks. Stanisław Borysiak i Stefan Just w 1967.
Na wyposażeniu kościoła pozostają ponadto zabytkowe naczynia liturgiczne: XVIII-wieczny barokowy kielich z ośmiolistną stopą i ażurowym koszyczkiem zdobionym motywem floralnym oraz kielich z przełomu XIX i XX wieku, wykonany w stylu neogotyckim. Pierwsza z przechowywanych w kościele monstrancji powstała w II poł. XIX w., a druga w końcu tego stulecia lub na początku następnego.

## Otoczenie

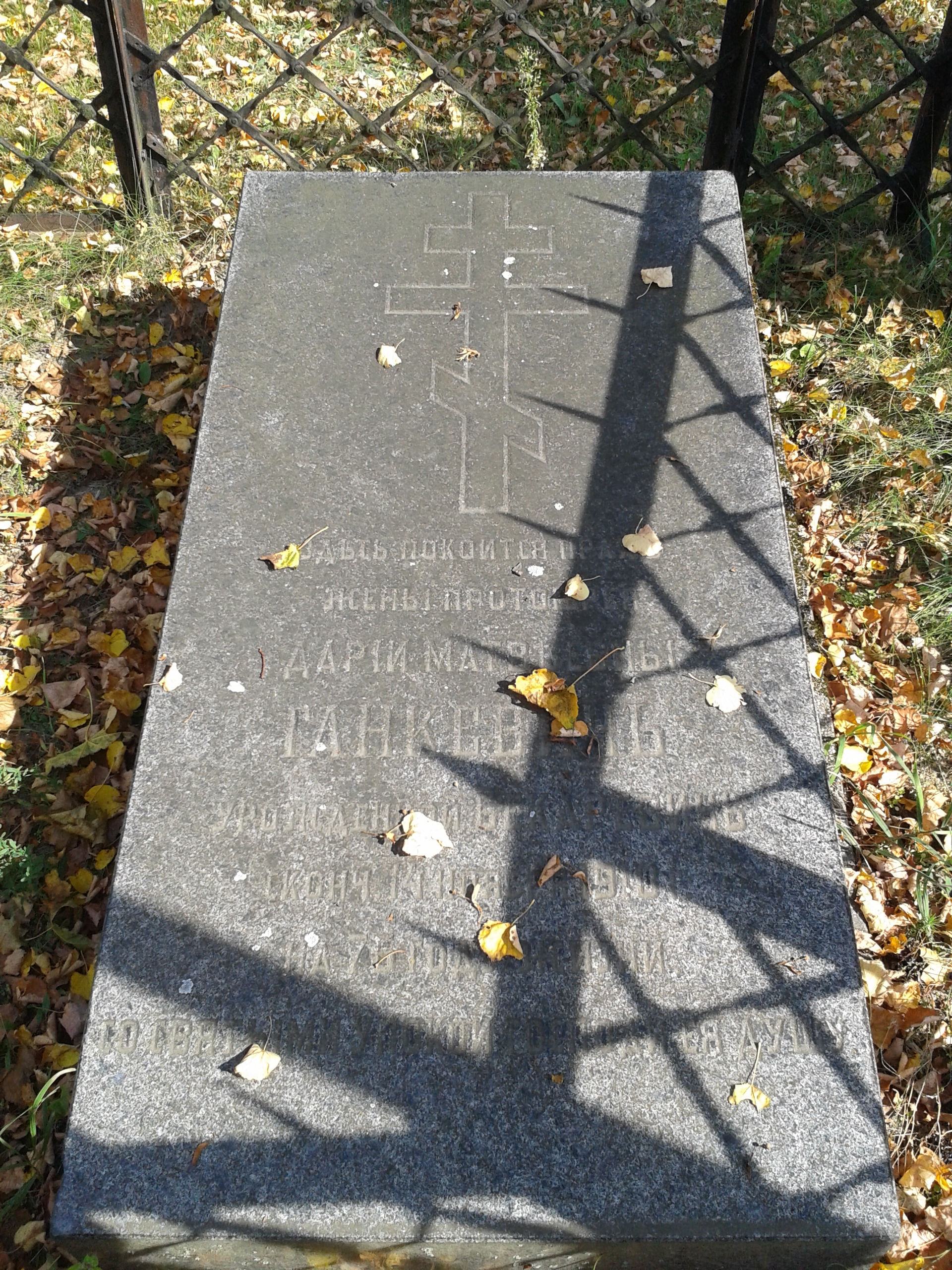
Nagrobek Darii Gankiewicz

W sąsiedztwie świątyni znajdował się pierwotnie prawosławny cmentarz, z którego przetrwał pojedynczy nagrobek Darii Gankiewicz, żony miejscowego duchownego prawosławnego. W Horbowie istnieje jeszcze jeden cmentarz, pierwotnie unicki, następnie prawosławny, obecnie rzymskokatolicki.